# Fritz Goro
Fritz Goro (született Fritz Goreau) (Bréma, 1901. április 20. – Chappaqua, New York, 1986. december 14.) amerikai fotográfus, a Life magazin fotóriportere.

## Élete
Szobrászatot tanult a Bauhaus Art Scoolban. 1933-ig a müncheni Münchner Illustrierte Presse szerkesztője volt. A náci hatalomátvételt követően, 1936-ban feleségével az Egyesült Államokba emigrált. A Black Star Picture Agency-nél helyezkedett el. Munkái megjelentek a Life magazinban is. 1944-től már a magazin fotósaként dolgozott tovább. A lapnál közel harminc évet töltött, fotóriporterként elsősorban a tudomány és az orvostudomány témakörére koncentrált. Egyike volt a makrofotográfia úttörőinek: felvételei a tudomány világát, addig szokatlan perspektívából és közelségből mutatták be. Stephen Jay Gould amerikai tudománytörténész szerint Goro a „legbefolyásosabb fotós, akit a tudományos újságírás (és általában a tudomány) valaha is ismert”. Számos tudományos áttörést (mint a penicillin vagy az első plutónium előállítása) örökített meg. 85 évesen otthonában érte a halál.